# Psychotria nanifrutex
Psychotria nanifrutex är en måreväxtart som beskrevs av Seymour Hans Sohmer. Psychotria nanifrutex ingår i släktet Psychotria och familjen måreväxter. Inga underarter finns listade i Catalogue of Life.